# 訃報 1987年2月
訃報 1987年2月（ふほう 1987ねん2がつ）では、1987年（昭和62年）2月中に物故した、又は物故が報じられた人物についてまとめる。

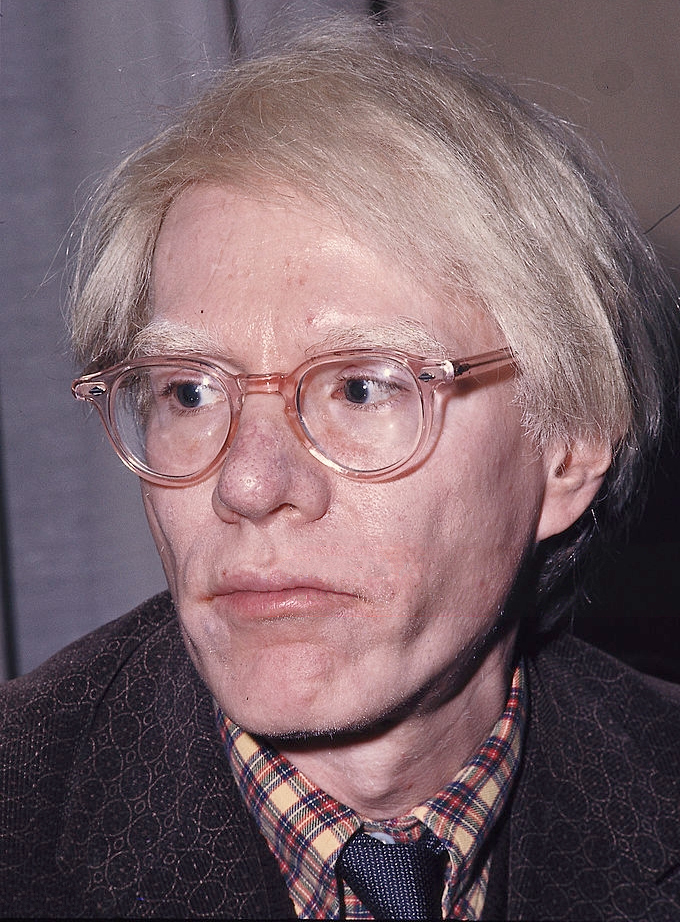
アンディ・ウォーホル / 2月22日没

## （1日 - 14日）
- 2月1日 - 浅原直人[1]、元プロ野球選手（* 1916年）
- 2月2日 - 山本豊市、彫刻家（* 1899年）
- 2月2日 - アリステア・マクリーン、小説家（* 1922年）
- 2月3日 - 高松宮宣仁親王、日本の皇族（* 1905年）
- 2月4日 - リベラーチェ、ピアニスト（* 1919年）
- 2月5日 - 磯田光一、文芸評論家（* 1931年）
- 2月7日 - 小山敬三、洋画家（* 1897年）
- 2月9日 - 貝塚茂樹、歴史学者（* 1904年）
- 2月9日 - ドン・グリフィス、アニメーター（* 1918年）
- 2月12日 - 牧野正蔵、競泳選手（* 1915年）
- 2月13日 - 村上朝一、第6代最高裁判所長官（* 1906年）
- 2月14日 - ドミトリー・カバレフスキー、作曲家（* 1904年）

## （15日 - 28日）
- 2月16日 - 坂本太郎、歴史学者（* 1901年）
- 2月22日 - アンディ・ウォーホル、画家・版画家（* 1928年）
- 2月27日 - 亀井文夫、映画監督（* 1908年）